# 大幸甚
大幸 甚（おおさか じん、1941年（昭和16年）12月23日 - ）は、日本の政治家。石川県議会議長等を経て、加賀市の初代市長を務めた。

## 人物・経歴
石川県江沼郡大聖寺町本町生まれ。石川県立小松高等学校を経て、専修大学法学部卒業。代議士秘書を経て、29歳で加賀市議会議員に初当選。1975年石川県議会議員（自由民主党）に初当選し、爾後6期務め石川県議会議長にも選出された。1999年加賀市長。2003年再選。加賀市・山中町合併協議会会長として平成の大合併にあたり、2005年には合併後の新制加賀市の初代市長に当選した。

## 著書
- 『わが町わが志―地方政治にかけた半世紀』北國新聞社 2011年